# Gaël Morel
Gaël Morel (Lacenas, 25 settembre 1972) è un attore, regista e sceneggiatore francese.

## Biografia
Nel 1994 ha impersonato François Forestier nel film L'età acerba (Les roseaux sauvages) diretto da André Téchiné. Nella pellicola si è esibito accanto a Élodie Bouchez e Stéphane Rideau e fu apprezzato tanto da essere candidato alla vittoria del Premio César per la migliore promessa maschile del 1995.
Nel 1996 ha diretto il lungometraggio A tutta velocità (Á toute vitesse) stringendo un nuovo rapporto di collaborazione con Élodie Bouchez e Stéphane Rideau. Il suo dramma, ufficialmente selezionato al Festival di Cannes del 1996 nella sezione Quinzaine des Réalisateurs, ha intrecciato la storia di quattro personaggi della periferia francese: Julie, una ragazza di belle speranze innamorata prima del giovane scrittore Quentin (Pascal Cervo) e poi del coraggioso e sfortunato Jimmy (Stéphane Rideau), morto per salvare da un attacco razzista Samir (Méziane Bardadi), un amico omosessuale di origine algerina.
Ha partecipato al Toronto International Film Festival del 2002 con il film Les Chemins de l'oued. La pellicola, ambientata in Algeria, è stata selezionata nella sezione Pianeta Africa e ha vinto l'International Critics' Award (FIPRESCI). Nel 2004 ha diretto Le Clan, la storia di tre fratelli francesi di origine magrebina uniti da un grande sentimento di fratellanza. Nel 2007 è tornato al Festival di Cannes con Après lui, un lungometraggio, ufficialmente selezionato nella sezione Quinzaine des Réalisateurs, con protagonisti Catherine Deneuve e Thomas Dumerchez.
Assieme a Chantal Akerman, Christophe Honoré, Jean-Pierre Limosin, Zina Modiano, Victoria Abril, Catherine Deneuve, Louis Garrel, Yann Gonzalez, Clotilde Hesme, Chiara Mastroianni, Agathe Berman e Paulo Branco è stato tra i sottoscrittori della lettera aperta agli spettatori cittadini (Lettre ouverte aux spectateurs citoyens), pubblicata da Libération il 7 aprile 2009, contro la legge numero 669 del 12 giugno 2009, nota come "Loi Création et Internet" istitutiva della HADOPI (Haute Autorité pour la diffusion des oeuvres et la protection des droits sur l'Internet).

## Filmografia

### Attore
- L'età acerba (Les Roseaux sauvages), diretto da André Téchiné, 1994
- Le plus bel âge..., diretto da Didier Haudepin, 1995
- Que sont-ils devenus?, telefilm diretto da André Téchiné, 1997
- Zonzon, diretto da Laurent Bouhnik, 1998
- Lontano (Loin), diretto da André Téchiné, 2001
- Les Chansons d'amour, diretto da Christophe Honoré, 2007

### Sceneggiatore e regista
- 1991: L'accident
- 1992: A corps perdu
- 1993: La vie à rebours
- 1996: A tutta velocità (À toute vitesse)
- 1999: Premières neiges (TV)
- 2002: Les Chemins de l'oued
- 2004: Le Clan
- 2007: Après lui
- 2008: New Wave (TV)
- 2011: Notre Paradis
- 2017: Prendre le large
- 2020: Famille tu me hais
- 2023: Costance aux enfers (TV)
- 2024: Vivre, mourir, renaitre

## Doppiatori italiani
- Giorgio Borghetti in L'età acerba